# Canon EF 8-15mm f/4L Fisheye USM
El Canon EF 8-15mm f/4L fisheye USM és un objectiu zoom i ull de peix de la sèrie L amb muntura Canon EF.
Aquest, va ser anunciat per Canon el 26 d'agost de 2010, amb un preu de venta suggerit de 1.360$.
Aquest, és l'objectiu zoom més angular de la muntura Canon EF.
Les imatges que dona aquesta òptica a 8mm son circulars de 180°.
Aquest objectiu s'utilitza sobretot per fotografia de paisatge i arquitectura.
El 2012, aquest objectiu va guanyar el premi de Technical Image Press Association (TIPA) com a millor objectiu professional per a càmeres rèflex.

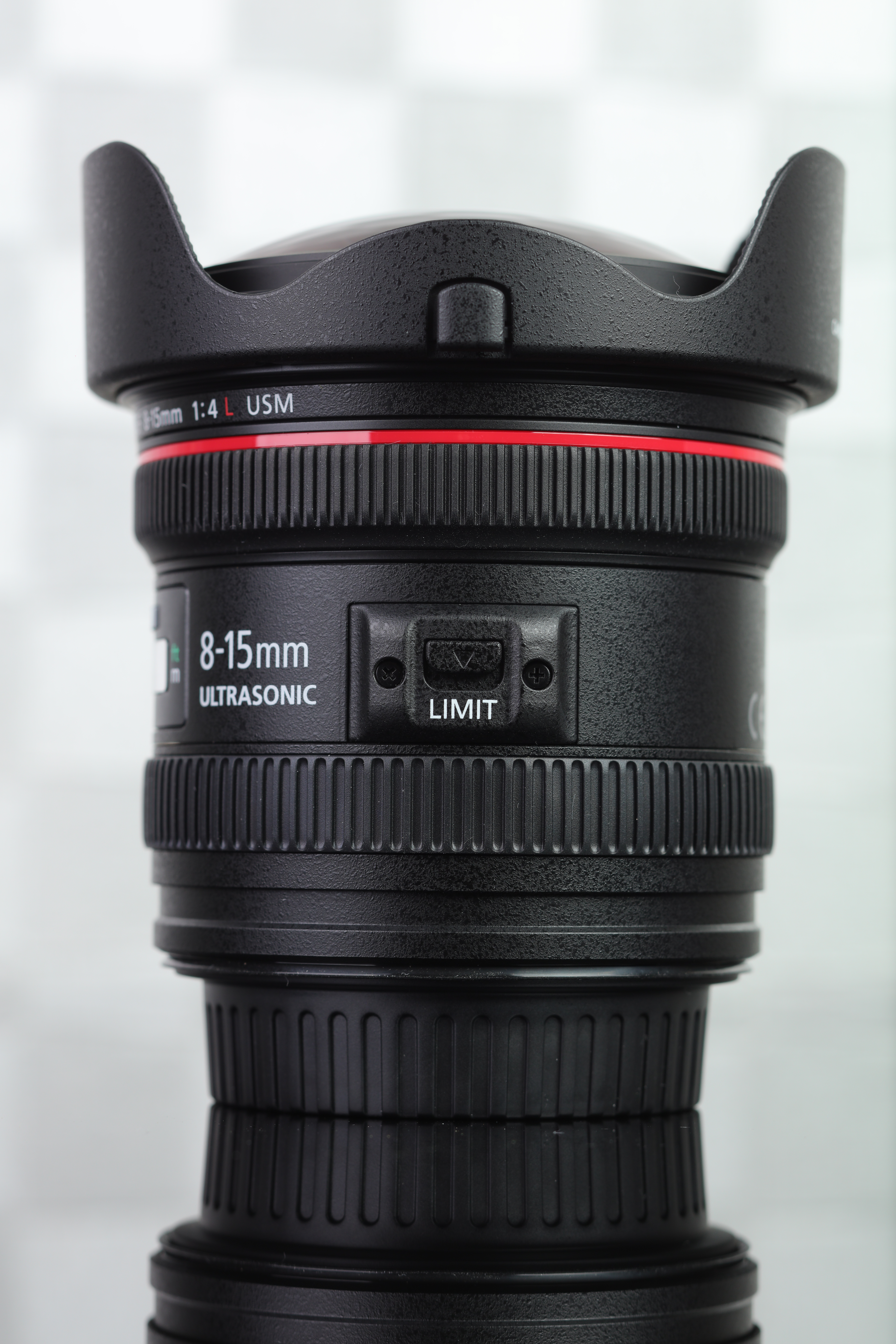
Canon EF 8-15mm f/4L fisheye

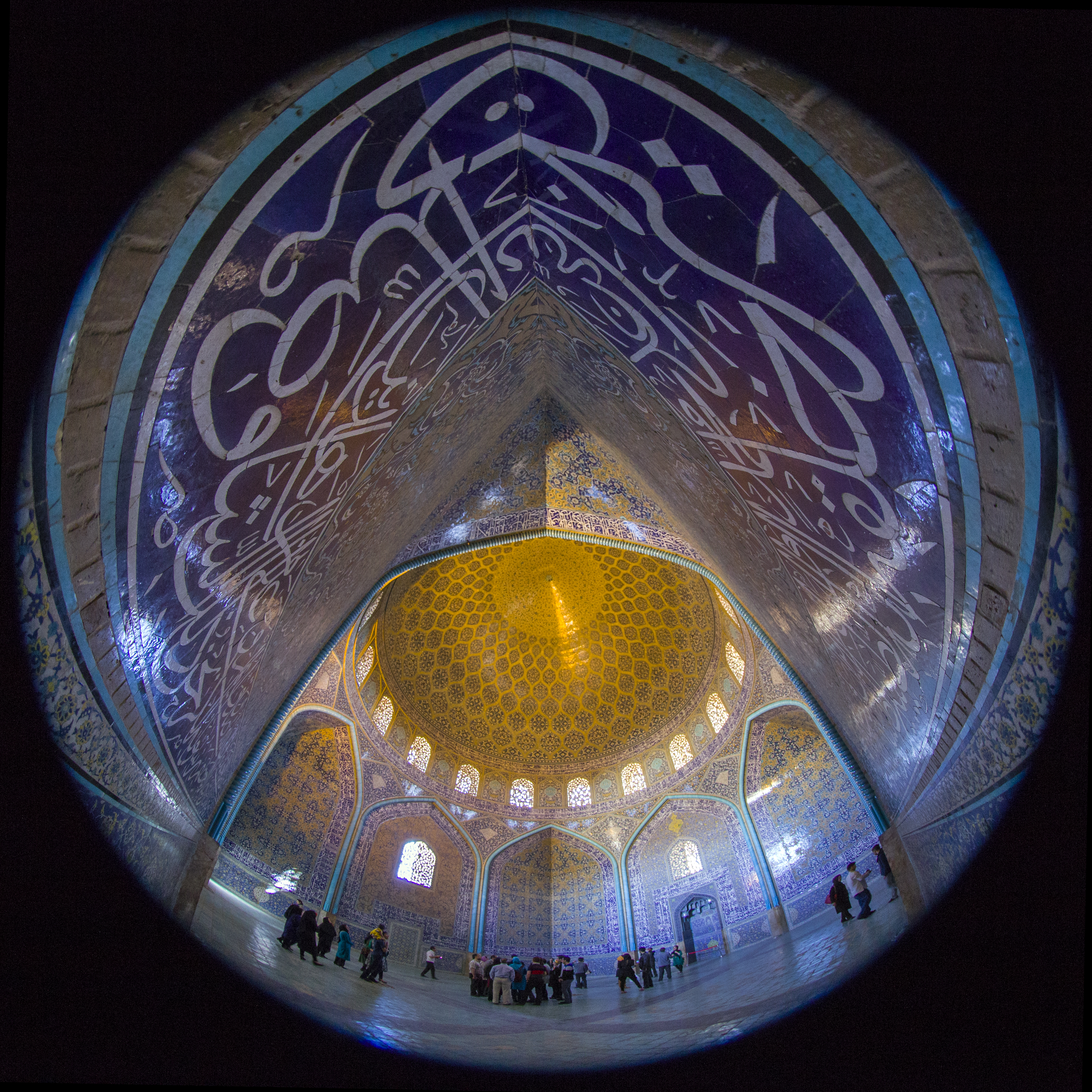
Mesquita fotografiada a 8mm amb el Canon EF 8-15mm f/4L fisheye

## Característiques
Les seves característiques més destacades són:
- Distància focal: 8-15mm
- Obertura: f/4 - 22
- Motor d'enfocament: USM (Motor d'enfocament ultrasònic, ràpid i silenciós)
- Distància mínima d'enfocament: 15cm
- Distorisió òptica d'ull de peix
- A més de f/8 l'objectiu rebaixa la qualitat òptica[5]
- Entre f/5.6 i f/8 és on menys aberració cromàtica presenta[5]

## Construcció[2]
- El canó, la muntura i l'interior són metàl·lics, però l'anell del filtre és de plàstic.
- El diafragma consta de 7 fulles, i les 14 lents de l'objectiu estan distribuïdes en 11 grups.
- Consta d'un element asfèric, una lent d'ultra baixa dispersió i un recobriment d'estructura de longitud d'ona i de fluorita.[1]
- Consta d'una rosca per accessoris, però al ser una lent ull de peix i sobresortir del canó no és compatible amb filtres circulars de rosca. Es pot usar un parasol, el qual no es pot utilitzar a les focals més angulars, ja que apareixeria a les imatges presses.

## Accessoris compatibles[6]
- Tapa 8-15
- Parasol EW-77
- Filtres de gel a mida
- Tapa posterior E
- Funda LP1219

## Objectius similars amb muntura Canon EF
L'objectiu més similar, encara que menys angular i produït per la muntura Canon EF-S (amb factor de retall, també compatible amb EF) seria el:
- Tokina 10-17mm f/3.5-4.5 DX Fisheye[7]